# Boeckella nyoraensis
Boeckella nyoraensis é uma espécie de crustáceo da família Centropagidae.
É endémica da Austrália.